# 高美英
高美英（韓語：고미영，1967年7月3日—2009年7月12日)女登山家，生于韩国全罗北道，爱好登山。

## 生平
曾在世界很多地区登山。2006年10月登顶喜马拉雅山卓奥友峰（8201米）后，开始依次征服8000米以上高峰。2009年7月11日，在喜马拉雅山登山时不幸遇难。